# Danmarks Folkebogsamlinger
Foreningen Danmarks Folkebogsamlinger blev stiftet 25. november 1906 på initiativ af redaktør Rasmus P. Nielsen, lærer Jens Bjerrre og Andreas Schack Steenberg. Sidstnævnte var medlem af Komiteen til Understøttelse af Folkebogsamlinger. Foreningens formål var at fremme bibliotekssagen i Danmark, dvs. at arbejde for udbredelsen af folkebogsamlinger / folkebiblioteker. Det skulle gøres ved at arbejde for større offentlige tilskud til bibliotekerne, forhandle med boghandelen om fordelagtige indkøb og yde hjælp ved oprettelsen af nye biblioteker. En vigtig opgave for foreningen var at udgive Bogsamlingsbladet, som udkom 1906-1920.
Foreningen havde succes med sit arbejde. I år 1900 udlånte bibliotekerne 307.000 bind. Dette tal var steget til 1.160.000 bind i 1920. Et vigtigt initiativ i agitationen var bibliotekernes deltagelse i stationsbyudstillingen på Landsudstillingen i Aarhus i 1909. Som led i folkeoplysningen skulle udstillingen inspirere til at bygge bedre stationsbyer, oprette nye biblioteker og fremme læsningen af gode bøger. På udstillingen vistes idealet på et folkebibliotek i stationsbyerne.

## Uenighed om bibliotekernes udvikling
Der opstod efterhånden uenighed med forskellige opfattelser af oplysning og traditioner og om hvorledes bibliotekerne skulle udvikle sig. På den ene side stod en moderne fløj, som var tilhængere af en professionalisering af biblioteker, hvorefter bibliotekerne blev drevet af faguddannet personale og udviklede sig efter en samlet plan. På den anden side stod en fløj, præget af folkelig idealisme. Det var som oftest lærere, der ønskede at opretholde sognebogsamlingerne i deres fritid, og som opfattede biblioteksarbejdet som en videreførelse af deres oplysningsarbejde. Det skulle ske med så ringe indblanding fra staten som muligt.
Uenigheden mellem de to fløje blev så stor, at den moderne fløj i 1916 med Thomas Døssing i spidsen trådte ud af foreningen og i stedet dannede Dansk Biblioteksforening. Trods organisatoriske uenigheder arbejdede man fælles om at få gennemført en dansk bibliotekslov.

## Lov om statsunderstøttede Biblioteker af 5. Marts 1920
I 1919 blev nedsat et udvalg, der skulle forberede en bibliotekslov. I den forbindelse blev Foreningen Danske Folkebogsamlinger og Dansk Biblioteksforening sluttet sammen og dannede Danmarks Biblioteksforening i 1919.
Lovudvalget afgav en enstemmig indstilling, som førte til Lov om statsunderstøttede Biblioteker af 5. Marts 1920.